# Myrcen
Myrcen, také nazývaný β-myrcen (systematickým názvem 7-methyl-3-methylidenokta-1,6-dien) je přírodní uhlovodík patřící mezi monoterpeny a trieny. Nachází se ve významných množstvích v silicích mnoha rostlin, jako jsou vavřín vznešený, konopí seté a chmel otáčivý. Vyrábí se převážně polosynteticky z rostlin rodu myrcie (podlke kterých také získal název). Je meziproduktem při výrobě některých vůní. V přírodě se vyskytuje výhradně β-myrcen, ovšem existuje i jeho izomer α-myrcen, který není příliš využíván.

## Výroba

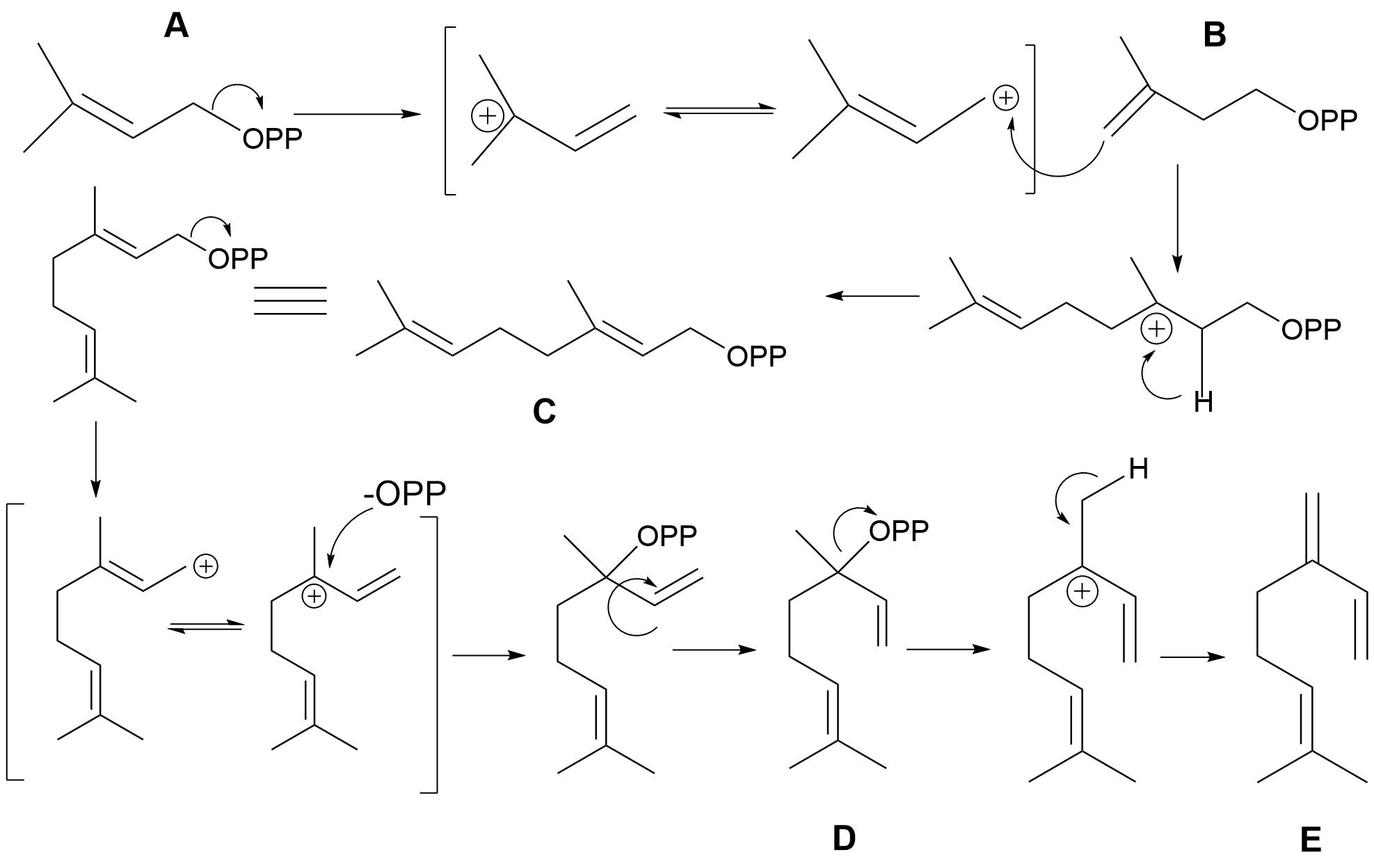
Biosyntéza myrcenu;
A je dimethylallylpyrofosfát, B je isopentenylpyrofosfát, C je geranylpyrofosfát, D je linalylpyrofosfát (LPP), E je myrcen.

Myrcen se vyrábí pyrolýzou beta-pinenu, získávaného z terpentýnu, při 400 °C. Málokdy se získává přímo z rostlin.
V přírodě terpeny vznikají dehydratací geraniolu. Biosyntéza myrcenu v rostlinách probíhá přes geranylpyrofosfát (GPP). V mevalonátové dráze vznikají prekurzory dimethylallylpyrofosfát (A) a isopentenylpyrofosfát (B). Tyto dvě molekuly se spojí za vzniku geranylpyrofosfátu (C), který se následně izomerizuje na linalylpyrofosfát (D). Poté přesmykem a odštěpením pyrofosfátové skupiny vzniká myrcen (E).

## Výskyt
Myrcen se vyskytuje v mnoha různých rostlinách. Příkladem může být mateřídouška úzkolistá, v jejíchž listech je jeho obsah až 40 hmotnostních procent. Tato látka je obsažena i v jiných rostlinách, jako jsou konopí seté, chmel otáčivý, touleň srdčitá, voňatka citronová, mangovník, myrcie, sporýš, kardamovník obecný a Pimenta racemosa.
Myrcen je nejrozšířenějším terpenem ve chmelu. V jedné studii byl v extraktu konopných silic získaném destilací s vodní parou zjištěn obsah myrcenu od 29,4 % do 65,8 %

## Použití a vlastnosti
Myrcen je významným meziproduktem při výrobě parfémů, málokdy se však využívá přímo. Má příjemnou vůni, je ovšem nestabilní na vzduchu, kde se polymerizuje; stabilizovat jej lze přídavkem alkylfenolů nebo tokoferolu. Mezi látky vyráběné z myrcenu patří menthol, citral, citronellol, citronellal, geraniol, nerol a linalool. Myrcen lze přeměnit hydroaminací 1,3-dienu diethylaminem, následnou hydrolýzou a deaminací katalyzovanou palladiem, na myrcenol, který se nachází například v levandulích.
U myrcenu i myrcenolu mohou proběhnout Dielsovy–Alderovy reakce s některými dienofily, jako je akrolein, za vzniku derivátů cyklohexanu, které také lze použít jako vůně; jednim z nich je lyral.
Myrcen má rovněž vliv na aroma piva.